# Share
Share（日语：／／）是由日本的一位程序员所开发的P2P软件。他的功能基本上与Winny相同，但是在一定程度上更加容易使用，所以也逐渐被日本本土外的电脑爱好者所使用。该类型的P2P网络不同于eDonkey和BitTorrent网络，在Share网络上所有的传输都采用了加密措施，所以更能防止被追踪；同时每个用户都有一个独特的ID；以及特有的群集（クラスタ，Cluster）系统、节点（ノード，Node）系统。
Share的图标出自日本動畫《攻壳机动队 STAND ALONE COMPLEX》中，一位駭客為隱蔽自己的臉而創造的符號「笑臉男」。

## 软件优点
作为一款P2P软件，Share也有其突出的地方，对于用户来说还是有很大帮助：
- Share特有的加密体系（相对于eMule／eDonkey、BitTorrent来说），能更好的保护用户的隐私，使某些机构无法轻易的追踪到数据的传输对象（来源地和目的地）。
- 同其他P2P程序类似，Share也是不通过某个主要的服务器来进行数据传输，他依赖的是整个网络，所以这个网络不会轻易地被某些机构所取消或关闭。
- Share特有的插件系统，在一定程度上能扩充Share自身的功能，与此同时也满足了不同用户对于Share的不同要求。另外有兴趣的程序员还可以根据释出的SharePDK（Share的插件开发工具）来编写自己想要的插件。
- 独特的群集系统，可以使用户根据自己搜索需要选择至多5个关键词来进行搜索。因为Share的搜索方式是：通过搜索节点上的群集，若匹配就进行深度的搜索，否则放弃该节点。
- 你可以设定实现自动下载／删除／过滤／添加到数据库的条件，这样使Share变得更加灵活。
- 伪造文件警告系统，可以通过标记所选文件来警告其他用户某些文件可能是伪造的（假档，不完整档）或者是含有病毒。
- 在Share主程序更新的时候，在程序上方会出现提示来告知用户可以更新本软件而无须特意关注某些网站来获取版本更新信息。
- 特有的磁盘配额系统，可以让用户设定在磁盘空间占用达到一定数量时清理缓存文件夹。
- Share网络含有丰富的资源，主要包括日产游戏，动漫，影视剧，音乐，以及限制级的内容。

## 软件缺点
Share在亚洲相当受欢迎，尤其是在除日本本土外的中国大陆，香港，台湾等地区。但与此同时，软件自身的限制也造成了一些不利于使用的地方：
- 在日本，高速网络相较于西欧与北美洲可说是非常普及。Share内部设定至少要有50KB/s的上传带宽，这样一些窄带用户（例如Modem拨号用户，无线上网用户等）在速度上会有些欠缺。
- Share的初次使用并非其他P2P软件那样容易，使用之前需要设定很多内容。对于局域网用户（小区，公司等无法接触主机的用户）来说，使用Share基本上是不可能的，除非在主机或服务器上作端口映射。

## 软件下载
因为考虑到在日本的合法性，Share正式发布的版本目前在日本仅有为数不多的网站提供下载。不过也可以从日本以外的网站上下载到本软件，或者通过搜索引擎来进行搜索以找到下载链接。目前最新的版本是于2006年4月1日发布的EX2版。ED2K或者其他P2P网络中也可以找到該軟體檔案。

## 使用要点
- 第一次使用时先设置所使用的ID、缓存文件夹、叢集以及端口。
- 如果缓存文件和下载文件保存在同一目录时，要提前预留所下载文件双倍的空间。因为Share在下载完成时并不会自动删除缓存。
- 下载时可善加利用「触发条件」（トリガ，Trigger）来保存搜寻到的结果并添加到数据库，否则之前的信息有可能会消失。
- 在使用插件时尽量将插件保存到同一个目录并分别存放，这样有利于区分和管理。
- 取消 「一般设定 > 性能」 中的 「降低程序CPU线程的最大负载」 在一定程度上可以突破软件自身线程的限制。
- 对于硬盘容量较小的用户，可以取消 「一般设定 > 动作」中的 「自动添加新的缓存文件至上传文件夹」 来减少磁盘空间的占用。
- 内网用户使用该软件可能存在很大困难，建议首先进行端口映射或者NAT（网络地址转换）于路由器，服务器或其他可以直接连入因特网的设备。
- 有關叢集：Share與Winny的連接優先權是以得分來計算，每个吻合的全形字得2分。例如某人的叢集是「，「動畫 動畫 動畫」」，而另一人的也是，所以得6分。得分越高，優先越高。因此，有人想到如果把搜尋字句和一些自訂的說話加在一起做成叢集，那么得分就可以大大提高，而且愈多人使用同樣的字句，效果會更大。就好像：是分享同人動／漫的常用叢集。

## 插件简介
有了插件的支持，使得Share更加容易使用，同时也补充了Share自身的不足，以下是一些常用插件的简单介绍，对于插件的调用，只需要在插件的设定中加载即可，以后每次启动程序都将会自动加载。当然也必须在插件的名字前面选中才可以的。
- AutoPriorityPlugin 自动设置下载文件的优先级。
- AutoUploadPlugin 自动上传插件。
- BatchFilter 批量添加过滤条件。
- ClusterChanger 强化的群集关键词设定／管理插件。
- ClusterWordCollector 群集关键词收集插件，可以根据当前搜索的内容整理关键词来供用户选择。
- DynamicPriority 动态优先级设定插件。
- KamiIwayuru 自动监测目录的变动，并且添加到上传目录。
- KeyCopyMenu 增加文件信息复制菜单。
- MenuEditor 添加可以编辑Share菜单的功能，添加或者删除某个菜单中的项目。
- MenuEnablerPlugin 菜单启用插件。
- Mikkoku 又名"密告"，缓存管理及刪除。
- NodeKun 节点更新插件，可以设定在程序启动时自动更新节点并删除旧的节点数据。
- NodeRefresh 节点更新插件，可以设定自动更新的时间间隔，以及是否在更新时清除旧的节点信息，在使用时要注意选项中的代理设置。
- NoSpam 垃圾文件信息清理插件。
- OneCacheDelete 快速从缓存中删除所选文件。
- PortChanger Share端口的自动更换插件，可以设定时间间隔（该插件的同名配置文档）。
- RendaKun 连打君，搜索必备插件，允许定时自动搜索关键词。
- SetPriority 设定下载文件的优先级。
- TaskChan 开启额外的任务窗口。
- TaskLogger 任务日志记录插件，可以详细记录下载信息，并且在下载完成时进行提示。
- WebServices 提供简单的WEB远程管理界面。

## 法律問題
- 2008年5月9日，日本出現首宗拘捕Share使用者的案件，日本警方及日本電腦軟件著作權委員會宣佈已拘捕了三名年21至41歲，使用Share分享多套電視動畫的男性，他們涉嫌違反著作權法。不過，首宗拘捕事件發生後，日本調查顯示啟動使用Share的電腦數量並無明顯變化。[1][2][3]
- 2008年11月27日，日本警方拘捕一名使用Share分享多套播放中的日本劇集的47歲男性，他涉嫌違反著作權法。當電視播放完一集後被捕者就立即進行分享，而他在分享劇集前會到討論區2ch預告分享。他供述自己一直只下載受惠，感到內疚，故加入上載分享行列。[4][5]
- 2009年2月12日，日本拘捕國內首名使用Share分享兒童色情物品的人士。[6]
- 2009年11月30日，日本警方在一舉拘捕了全國（包括北海道、本州、四國、九州）11位Share用家，日本政府在網頁詳列他們的拘捕原因。[7] 2010年始，該被捕11人陸續提堂接受審訊：
  - 秋田縣：2010年2月15日，因分享韓劇而被捕，39歲任主婦小助川女被告，於秋田地方裁判法院被檢察方求刑1年6個月。[8]
  - 佐賀縣：2010年2月17日，因分享動畫而被捕，30歲在福岡縣任職遊戲機中心員工的橫山男被告，於佐賀地裁被判刑1年8個月，緩刑3年。伊藤裁判官表示不能輕視予著作權者的損害。[9]

## 資料來源
1. ↑  .   [2008-12-03]. （原始内容存档于2008-12-06）.
2. ↑  .   [2008-12-03]. （原始内容存档于2008-12-09）.
3. ↑  .   [2008-12-03]. （原始内容存档于2008-10-09）.
4. ↑  .   [2008-12-03]. （原始内容存档于2009-01-31）.
5. ↑  http://www.sanspo.com/shakai/news/081127/sha0811271138011-n1.html%5B%5D
6. ↑  .   [2009-04-30]. （原始内容存档于2009-02-16）.
7. ↑  .   [2010-02-22]. （原始内容存档于2010-02-09）.
8. ↑   （違反著作權法：非法使用分享軟件 提供劇集主婦被求刑1年6月／秋田）（日語）
9. ↑   （違反著作權法：非法提供影片 被告被判有罪－－佐賀地裁／佐賀）（日語）